# Jean Imbert (avocat)
 (avril 2024).
La mise en forme du texte ne suit pas les recommandations de Wikipédia : il faut le « wikifier ».
Les points d'amélioration suivants sont les cas les plus fréquents :
- Les titres sont pré-formatés par le logiciel. Ils ne sont ni en capitales, ni en gras.
- Le texte ne doit pas être écrit en capitales (les noms de famille non plus), ni en gras, ni en italique, ni en « petit »…
- Le gras n'est utilisé que pour surligner le titre de l'article dans l'introduction, une seule fois.
- L'italique est rarement utilisé : mots en langue étrangère, titres d'œuvres, noms de bateaux, etc.
- Les citations ne sont pas en italique mais en corps de texte normal. Elles sont entourées par des guillemets français : « et ».
- Les listes à puces sont à éviter, des paragraphes rédigés étant largement préférés. Les tableaux sont à réserver à la présentation de données structurées (résultats, etc.).
- Les appels de note de bas de page (petits chiffres en exposant, introduits par l'outil «  Source ») sont à placer entre la fin de phrase et le point final[comme ça].
- Les liens internes (vers d'autres articles de Wikipédia) sont à choisir avec parcimonie. Créez des liens vers des articles approfondissant le sujet. Les termes génériques sans rapport avec le sujet sont à éviter, ainsi que les répétitions de liens vers un même terme.
- Les liens externes sont à placer uniquement dans une section « Liens externes », à la fin de l'article. Ces liens sont à choisir avec parcimonie suivant les règles définies. Si un lien sert de source à l'article, son insertion dans le texte est à faire par les notes de bas de page.
- La présentation des références doit suivre les conventions bibliographiques. Il est recommandé d'utiliser les modèles {{Ouvrage}}, {{Chapitre}}, {{Article}}, {{Lien web}} et/ou {{Bibliographie}}. Le mode d'édition visuel peut mettre en forme automatiquement les références.
- Insérer une infobox (cadre d'informations à droite) n'est pas obligatoire pour parachever la mise en page.

Pour une aide détaillée, merci de consulter Aide:Wikification.
Si vous pensez que ces points ont été résolus, vous pouvez retirer ce bandeau et améliorer la mise en forme d'un autre article.
Pour les articles homonymes, voir Jean Imbert et Imbert.
Jean Imbert, né à La Rochelle en 1522 et mort à une date inconnue (probablement avant 1603 date de reprise de ses ouvrages par Pierre Guénois), a été avocat à Fontenay-le-Comte puis lieutenant criminel au même siège. C'est un avocat français du XVIe siècle qui a marqué la pratique judiciaire par son ouvrage Institutiones forenses.

## Institutiones forenses
Institutiones forenses a été publié en 3 éditions latines (1538, 1542 et 1545). Ce livre a été traduit par Jean Imbert lui-même en français en 1548 sous le nom La practique judiciaire tant civile que criminelle reçue et observée par tout le Royaume de France.
Pierre Guénois (conseiller du roi, et lieutenant particulier au siège et ressort d'Yssoudun en Berry) a repris cet ouvrage en le complétant de longs commentaires (Paris 1604, 1609 ; Genève 1625, 1627, 1641 in-4°). Les éditions de Genève sont augmentées des annotations de Bernard Automne.
Les plus grands jurisconsultes français ont distingué par leurs éloges ces Institutiones forenses. Jacques Cujas disait qu'il n'y en avait pas de meilleures pour apprendre les affaires judiciaires, et Charles Dumoulin les distingue aussi.
Imbert pensait avec raison qu'un avocat doit joindre la connaissance de la pratique à celle de la théorie et qu'il ne lui suffisait pas d'être éloquent. Cet avocat s'était proposé de rassembler « tout ce qu'il avait trouvé épars en plusieurs livres et auteurs, et tout confus, et de n'en faire qu'un seul corps de pratique tant civile que criminelle, afin que dorénavant on n'eût plus la peine d'aller chercher en divers lieux de plus de cent volumes ». 
L'ouvrage d'Imbert est véritablement un ouvrage de pratique constitué de quatre livres, les deux premiers au civil, les deux derniers sur la procédure criminelle. Imbert s'occupe des formes bien plus que du fond du droit, et sous ce point ce vue il est plus fidèle à son titre que l'ouvrage de Me Bouteiller. André Dupin écrit (en 1833) qu'on « lira encore avec intérêt dans ce vieux livre ce qui est dit de la forme des jugements et actions, des enquêtes, des fins de non-recevoir, de la conception et prononciation des sentences, des exécutions nonobstant opposition ou appellations quelconques ; des divers degrés de juridictions de France, des appels ; et dans la partie criminelle, les titres relatifs aux questions et tortures, à l'entérinement des lettres de grâce, aux amendes honorables et autres peines, ainsi qu'à l'exécution des criminels ».

## L'ordre, formalité & instruction judiciaire
De manière similaire, son contemporain Pierre Ayrault (1536-1601), également avocat au Parlement de Paris, retiré en 1568 dans son pays natal comme lieutenant criminel au présidial d'Angers, publie en 1598 sans doute suivant cette référence qu'est devenue l'ouvrage de Jean Imbert, L'ordre, formalité & instruction judiciaire dont les anciens Grecs & Romains ont usé ès accusations publiques, conféré au style et usage de nostre France ; Cette oeuvre est divisée en quatre livres, dont le dernier traite des procez faicts aux cadavres, cendres, à la mémoire, aux bestes brutes, choses inanimées, & aux contumax.

## Enchiridion juris scripti, Galliae moribus et consuetudine usitati
Imbert a également écrit l'Enchiridion juris scripti, Galliae moribus et consuetudine usitati, imprimé à Lyon 1548 (in-8°), en français Enchiridion [Manuel] ou bref recueil du droit escript, gardé et observé ou abrogé en France, également revu par Guénois et réimprimé à la suite de La Pratique judiciaire (Paris 1603, in-4° et rééditions subséquentes). Ce 'manuel' se présente comme un glossaire de 226 p. (plus index) décrivant les règles applicables aux thèmes abordés, de "Abus" à "Usufruit" et "Voisin qui peut être contrainct de contribuer aux frais de nettoyer ou réparer". 
[L'imprimeur au lecteur en introduction de l'Enchiridion:] « La jurisprudence françoise, amy Lecteur, est infiniement obligée à la mémoire de defunct M. Jean Imbert, pour l'avoir le premier de son temps fort illustrée et enrichie de telle sorte, que l'on peut justement dire, qu'il a frayé le chemin à tous ceux qui ont depuis luy mis la main à la plume, & qui se sont parforcez de tout leur pouvoir à monstrer les secrets de nostre practique : Car il a si doctement escrit & avec tant de bon jugement, qu'il a esté tenu & réputé de tous, pour un des plus judicieux & sçavant homes de son aage, non seulement en la théorie, mais aussi en la pratique judiciaire, les ayans mariées toutes deux ensemble par une si ferme & estroite liaison, tirée des droits civil & canonique, que l'une ne peut estre ou subsister sans l'autre, si l'on veut curieusement recercher la perfection d'icelles. Ce qui se remarque fort facilement és Institutions Forenses, Manuel ou Enchiridion du droict escrit par luy dressées et composées pour cest effect, sans parler néantmoins de ses autres oeuvres latines, & commentaires qu'il a fait sur le droict civil. Or vous ayant l'année dernière fait voir ses Institutions Forenses, revues, augmentées & enrichies de quelques nouvelles annotations, additions & corrections nécessaires, en ce qui a esté par succession de temps changé, mondifié & esclaircy par les ordonances de France, & arrests des Cours souveraines : j'ay estimé qu'il estoit raisonnable de vous faire part de mesme de son Enchiridion ou Manuel du Droict escrit, revu de nouvel, & illustré de quelques additions, aussi nécessaires, pour l'intelligence de ce qui y est traicté : qu'utiles pour le fruict qui s'en peut recueillir. Il a comme il dit, mis dans son manuel plusieurs belles choses qui avoient esté obmises dans ses Institutions Forenses, & néantmoins très-nécessaires pour avoir une parfaite & entière cognoissance de la jurisprudence françoise.

Il vous est représenté en mesme volume & mesme marge que les Institutions, afin que ceux qui auront désir de les mettre ensemble, le puissent commodément faire, & avec raison, puis que cest Enchiridion ou manuel nous enseigne plusieurs belles choses qui avoient esté délaissées par l'Autheur, lors de la composition des Institutions Forenses. Recevez donc le tout d'aussi bonne & franche volonté qu'il vous est offert : vous asseurant qu'en cela nous n'avons recherché que vostre seul contentement, avec le profit & l'utilité que toutes personnes curieuses de se perfectionner en la jurisprudence françoise, y pourront prendre & recueillir. A Dieu, benin Lecteur, qui vous contente, & nous aussi. » 

## Biographie
Originaire de La Rochelle, avocat, il devient lieutenant-criminel à Fontenay-le-Comte.
Il est surtout connu pour être l'auteur d'un des plus anciens (1538) ouvrages de procédures civile et pénale de droit français, le Practique judiciaire, admiré par Jacques Cujas et Charles Dumoulin.